# Devon Smith
Devon Smith (Wethersfield, ...) è un giocatore di football americano statunitense che gioca come wide receiver per i Marburg Mercenaries.